# Bahnhof Igney-Avricourt
Der Bahnhof von Igney-Avricourt liegt an Streckenkilometer 409,59 der Bahnstrecke Paris–Strasbourg. Von 1871 bis 1918 war er französischer Grenzbahnhof zu Deutschland. Seit Oktober 2012 ist er zum Haltepunkt herabgestuft.

## Geografische Lage
Der Bahnhof dient den beiden Gemeinden Igney (Meurthe-et-Moselle) und Avricourt (Moselle). Während Avricourt zum Département Moselle gehört, liegen Bahntrasse und Bahnhof bereits im südlich angrenzenden Département Meurthe-et-Moselle/Lothringen. Südlich davon befindet sich die Ortschaft Igney, Namensgeberin für den Doppelnamen der Station. Die Bahnstrecke verläuft hier in West-Ost-Richtung.
Nach Norden zweigte die Bahnstrecke Nouvel-Avricourt–Bénestroff nach Bénestroff ab, die von 1864 bis 1986 betrieben wurde, nach Süden die 17 km lange Bahnstrecke Igney-Avricourt–Cirey, die zwischen 1869 und 1970 bestand.

## Geschichte

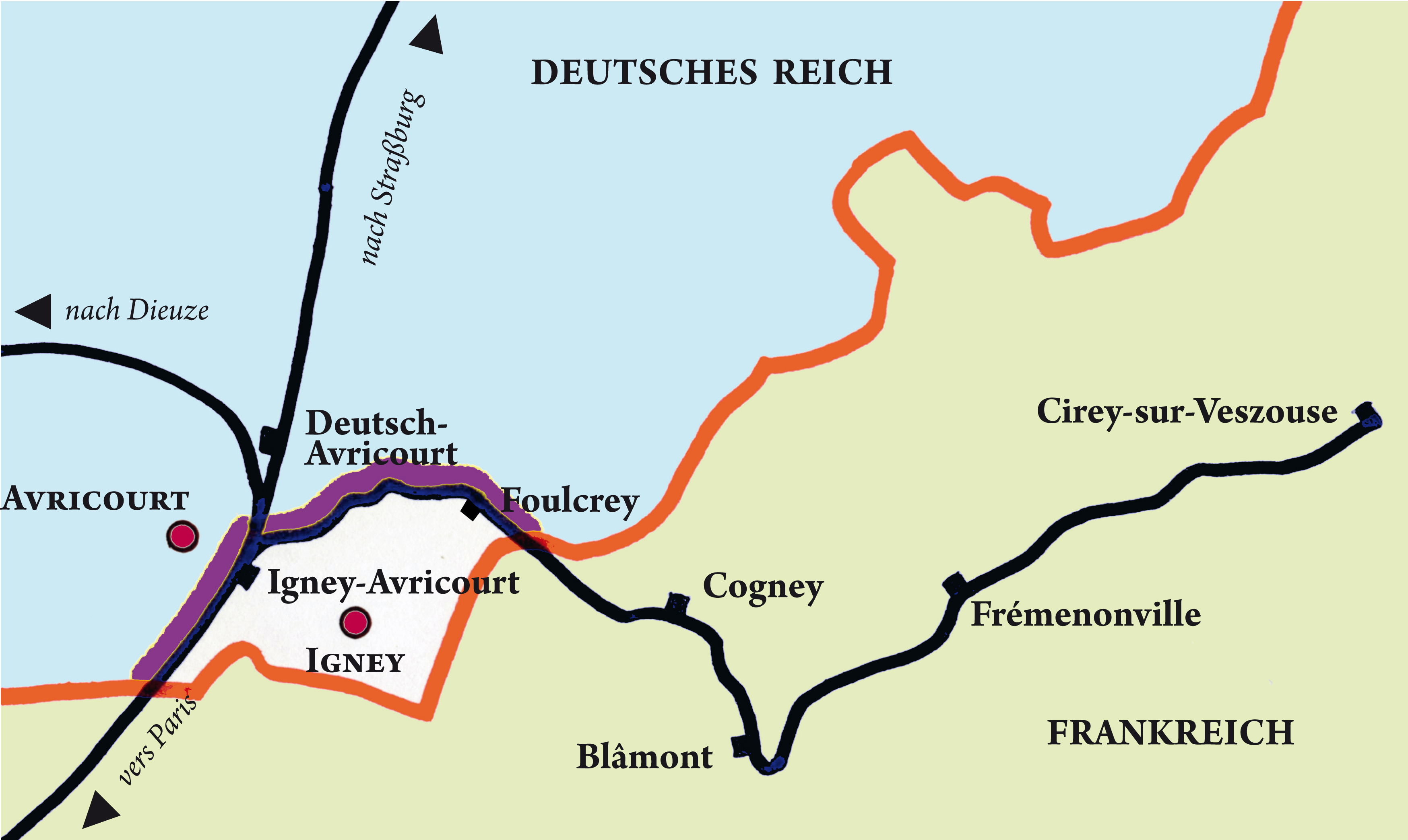
Rot: Grenze aufgrund des Friedens von Frankfurt; Violett: Grenze aufgrund des Zusatzabkommens vom 12. Oktober 1871

Blick über die Bahnstrecke Igney-Avricourt–Cirey, die seit dem Vertrag vom 12. Oktober 1871 zugleich die Deutsch-Französische Grenze bildete, auf den benachbarten deutschen Grenzbahnhof Deutsch-Avricour

Gleisplan der beiden Bahnhöfe, Norden unten

Die Bahnstrecke wurde von der Compagnie du chemin de fer de Paris à Strasbourg, der späteren Compagnie des Chemins de fer de l’Est (Französische Ostbahn), gebaut und ging im Sommer 1852 in Betrieb, ebenso der Bahnhof. Das Empfangsgebäude war aus topografischen Gründen südlich der Bahnstrecke, ortsabgewandt errichtet worden, weil das Gelände zu dem den Ort durchfließenden Sânon deutlich abfällt. Ein Bahnübergang ermöglichte eine niveaugleiche Querung, die heute von einer Straßenbrücke ersetzt ist, die aber erst nach dem Zweiten Weltkrieg gebaut wurde.
Nach dem Deutsch-Französischen Krieg wurde mit dem Frieden von Frankfurt eine neue Grenze zwischen Deutschland und Frankreich gezogen. Das hatte zur Folge, dass die Gemeinde Avricourt nun im deutschen Reichsland Elsaß-Lothringen lag, der Bahnhof aber weiterhin in Frankreich und zum Grenzbahnhof wurde. Die Bahnstrecke östlich von Igney-Avricourt gehörte nun zu den Reichseisenbahnen in Elsaß-Lothringen, die dort einen neuen deutschen Grenzbahnhof errichteten, Deutsch-Avricourt.
Der Bahnhof Igney-Avricourt verlor durch die neue Grenze an örtlichem Verkehrsaufkommen, da der größere Ort Avricourt jetzt in Deutschland lag und den neuen Bahnhof Deutsch-Avricourt nutzte.

## Gebäude
Das aus hellem Sandstein errichtete Empfangsgebäude bestand aus einem sechs-achsigem, zweistöckigem Mittelbau mit flachem Walmdach und parallel zum Schienenweg angebauten, ebenfalls sechsachsigen, aber einstöckigen Anbauten, ebenfalls walmgedeckt. Es entsprach der Bauform kleinerer Bahnhöfe entlang der Strecken der Ostbahn. Mit der Übernahme der Funktion als Grenzbahnhof war mehr Platz erforderlich. Mehrfache Umbauten haben den Charakter des Gebäudes stark verändert.
Es wurde Anfang der 2010er Jahre zusammen mit dem Güterschuppen an Privatpersonen verkauft und ist für die Öffentlichkeit nicht mehr zugänglich.

## Verkehr
Im Fahrplanjahr von Sommer 1862 bis Sommer 1863 wurde im Bahnhof Avricourt 12.495 Reisende abgefertigt. Für den gleichen Zeitraum wurden im Güterverkehr 11,6 Mio. Tonnen und als Expressgut 131.791 Tonnen umgeschlagen. Am Vorabend des Ersten Weltkriegs nutzten den Bahnhof (einschließlich der Transit-Reisenden) jährlich 250.000 Fahrgäste und 770.000 t Güter wurden umgeschlagen. Für 2015 lag die Fahrgastzahl bei 30.500.